# Камберленд (графство)
Камберленд (англ. Cumberland) — історичне графство в Англії. Камберленд був адміністративною одиницею в період з 1889 по 1974 рік. Зараз входить до складу графства Камбрія.